# Xenophrys latidactyla
Xenophrys latidactyla é uma espécie de anfíbio anuro da família Megophryidae. Está presente no Vietname. A UICN classificou-a como quase ameaçada.